# Zespół Aspergera
Uzasadnienie: ICD-11 oraz DSM-5 nie wyróżniają zespołu Aspergera
Zespół Aspergera (ZA) (ang. Asperger’s syndrome, AS) – była nazwa całościowego zaburzenia rozwoju (neurorozwojowego), które w DSM-5 oraz ICD-11 nie jest już uznawane jako odrębna diagnoza, ponieważ zostało połączone z zaburzeniem ze spektrum autyzmu (ang. autism spectrum disorder – ASD). 
Nazwa pochodzi od nazwiska austriackiego pediatry Hansa Aspergera, który w 1944 roku opisał znajdujące się pod jego opieką dzieci, które z trudem nawiązywały przyjaźnie, nie rozumiały gestów i uczuć innych osób, prowadziły jednostronne rozmowy o swoich ulubionych zainteresowaniach oraz były niezdarne (zob. też badania Simona Barona-Cohena). Po raz pierwszy termin Asperger’s Syndrome został użyty w 1981 roku w publikacji Lorny Wing. Zwróciła uwagę na to, że u niektórych dzieci z objawami autyzmu we wczesnym dzieciństwie była dobrze rozwinięta mowa i procesy poznawcze, lecz zaburzony rozwój motoryczny i społeczny. Stwierdziła że są to zaburzenia opisane wcześniej przez Aspergera.

## Charakterystyka
Zaburzenie to obejmuje m.in. trudności w zakresie umiejętności społecznych oraz akceptowaniu zmian, ograniczoną elastyczność myślenia przy braku upośledzenia umysłowego oraz ograniczone, wąskie i powtarzające się zachowania oraz zainteresowania. Objawy te ograniczają lub upośledzają codzienne funkcjonowanie. Rozwój mowy oraz rozwój poznawczy przebiega bardziej typowo w porównaniu do zaburzeń ze spektrum o większym nasileniu objawów. Głównymi kryteriami różnicującymi zespół Aspergera od innych zaburzeń autystycznych są: brak opóźnienia rozwoju mowy i innych istotnych jej zaburzeń uniemożliwiających logiczną komunikację oraz typowy rozwój poznawczy.
Ludzie z tym zaburzeniem przypominają osoby z autyzmem dziecięcym pod tym względem, że od wczesnego dzieciństwa występuje u nich ten sam rodzaj trudności. W stosunku do autyzmu dziecięcego wyróżniają się o wiele bardziej prawidłowym rozwojem mowy i procesów poznawczych, zaś z powodu swych niezwykłych zainteresowań mogą uchodzić za ekscentryków.
Ponieważ granice zespołu Aspergera były bardzo nieostre, obecnie (wg DSM-5, ICD-11) nie wyróżnia się go i traktuje na równi z pozostałymi, wcześniej wyróżnianymi kategoriami w obrębie
spektrum autyzmu. Pokrewne zaburzenia to m.in. „autyzm wysokofunkcjonujący” (HFA, High-Functioning Autism; określenie nieformalne, bez odzwierciedlenia w klasyfikacji medycznej), hiperleksja, zaburzenie semantyczno-pragmatyczne (SPD, Semantic pragmatic disorder), upośledzenie zdolności niewerbalnego uczenia się (NLD, Nonverbal Learning Disabilities/Disorder), a także zaburzenia emocjonalne jak reaktywne zaburzenie przywiązania (RAD, Reactive attachment disorder), ADHD i wiele innych rzadkich zespołów – ich prawidłowa diagnoza i rozróżnianie mogą sprawiać problemy w wielu indywidualnych przypadkach. Dlatego nierzadko potocznie określa się mianem zespołu Aspergera wszystkie relatywnie łagodne zaburzenia rozwoju, gdzie głównym problemem jest nieumiejętność nawiązywania kontaktów społecznych.
Wymienia się zespół sześciu głównych kryteriów diagnostycznych Gillbergów z 1989 r., obejmujących aspekty, które nie zostały wymienione w DSM-IV czy ICD-10.
Są to:
1. zaburzenia interakcji społecznej, nieumiejętność lub brak chęci współpracy w grupie,
2. zaburzenia mowy i języka (opóźniony rozwój, powierzchownie perfekcyjny język ekspresyjny, sztywna i pedantyczna mowa, nietypowa prozodia i charakterystyka głosu, uszkodzenie zdolności rozumienia języka – przede wszystkim znaczeń przenośnych i ukrytych)
3. zawężone, specjalistyczne zainteresowania, połączone czasem z obsesyjnym zainteresowaniem jedną dziedziną,
4. zachowania powtarzalne, rutynowe, niezmienne (można to wykorzystać, tworząc ustrukturyzowany plan działania jakiejś czynności, np. „pójście do szkoły” lub planu dnia ogólnie)
5. trudności w komunikacji niewerbalnej (ograniczone gesty, skąpa ekspresja twarzy, dystans fizyczny, zachwianie rozumienia bliskości do innej osoby, kłopoty z kontaktem wzrokowym),
6. niezdarność ruchowa (nie zawsze).

Kryteria te pomagają odróżnić ZA np. od zaburzeń osobowości czy emocji. Może się zdarzyć, że osoba spełniająca warunki opisane w DSM-IV czy ICD-10 nie spełni kryteriów Gillbergów, zwłaszcza pod względem zaburzeń w rozwoju języka (co najmniej trzy z wymienionych są konieczne do potwierdzenia diagnozy ZA).

## Dane epidemiologiczne
Jak inne zaburzenia ze spektrum autystycznego, zespół Aspergera występuje głównie (80% przypadków) w męskiej części populacji. Wielu specjalistów uważa jednak, że wyniki badań, które na to wskazują, powstały nie wskutek rzeczywistej tendencji, lecz z powodu tego, iż kobiety, mając naturalne zdolności w tych kierunkach, które akurat są zaburzane przez zespół, potrafią te braki skompensować (Attwood, 151-2).
Szwedzcy naukowcy (zob. Christopher Gillberg i wsp.) przeprowadzili w 1993 roku badanie przesiewowe dzieci z miasta Göteborg. Stwierdzili oni, że 3,6 na 1000 dzieci w wieku 7–16 lat spełnia całkowicie kryteria zespołu Aspergera. Stosunek chłopców do dziewcząt wynosił 4:1. Jeśli włączyć w to wszystkie przypadki, gdzie część kryteriów była spełniona, to ogólny wynik wzrasta do 7,1 na 1000, a stosunek płci wyrównuje się do 2,3:1.

## Objawy osiowe i problemy współwystępujące

Dwuwymiarowy model autystycznego spektrum

Mianem zespołu Aspergera określa się przypadki o mniejszym nasileniu objawów spośród spektrum autyzmu, dotyczące przede wszystkim zaburzeń funkcjonalnych. Podobnie jak wszystkie inne przypadki tego spektrum jest to zaburzenie rozwoju o podłożu neurologicznym, którego przyczyny na ogół nie są znane.
Ze względu na niewielkie nasilenie objawów, zespół Aspergera rzadko bywa diagnozowany przed rozpoczęciem nauki w szkole, gdzie najczęściej ujawniają się problemy dziecka związane z różnicami interpersonalnymi i życiem towarzyskim.
Najbardziej typowe objawy występują w młodym wieku, później w miarę kształtowania się indywidualnych cech mogą się zmieniać, zanikać (rzadko całkowicie), często zaciemniając obraz zaburzenia, dlatego rozpoznanie w dorosłym wieku jest jeszcze trudniejsze niż w dzieciństwie i wymaga przeprowadzenia szczegółowych badań. Nasilenie objawów może być różne: od prawie niewidocznych dla osoby z tym zespołem i jej otoczenia (takich, które można sprowadzić do cech osobowości), aż do tak nasilonych, iż uniemożliwiają normalne życie i pracę oraz zmuszają do szukania specjalistycznej pomocy. Nasilenie objawów jest w dużym stopniu uzależnione od środowiska, w jakim wychowało się dziecko, czy problemy były zauważone i jego potrzeby były uwzględniane, czy nie. Zmiany i różnice w postrzeganiu nasilenia objawów mogą wynikać ze stosowania „kamuflażu”, który może prowadzić do wyczerpania, dezorientacji, a także często współwystępowania zaburzeń lękowych, depresji, zaburzeń tikowych czy zaburzeń odżywiania.

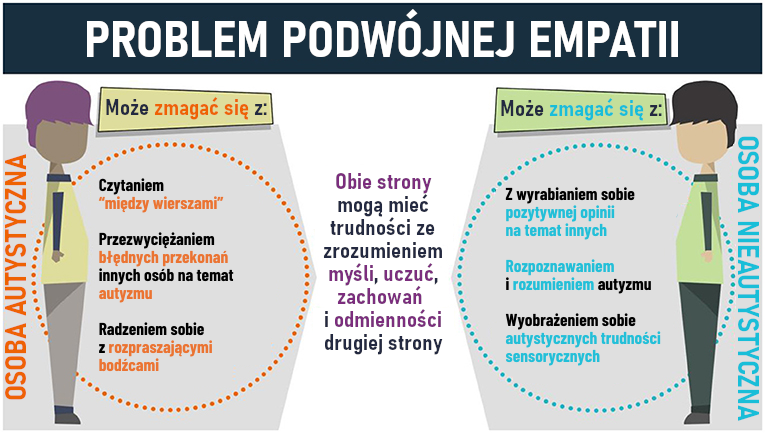
Ilustracja przedstawiająca problem podwójnej empatii

Problemem przy obecności zespołu są trudności społeczne i komunikacyjne występujące u osób autystycznych podczas kontaktów towarzyskich z osobami nieautystycznymi spowodowane wzajemnym brakiem zrozumienia i dwukierunkowymi różnicami w stylu komunikacji, cechach społeczno-poznawczych i doświadczeniach między osobami autystycznymi i nieautystycznymi, szerzej opisane jako problem podwójnej empatii.
Osoby dorastające z tym zespołem mogą wykazywać utrzymujące się problemy z zajęciem się samym sobą, organizacją i zaburzeniami związków społecznych, a także partnerskich. Poczucie odmienności w okresie dojrzewania może być traumatyczne. Powstrzymywać może również obawa o niepowodzenia w nawiązywaniu relacji z innymi ludźmi, a wynikający z tego stres może przejawiać się nieuwagą, wycofaniem, poleganiem na natręctwach, wzmożoną aktywnością, agresywnym lub przeciwstawiającym się zachowaniem. Depresja często wynika z przewlekłej frustracji spowodowanej powtarzającymi się niepowodzeniami w nawiązywaniu kontaktów.
Najprawdopodobniej zespół Aspergera nie ma wpływu na poziom inteligencji (IQ), jednak osoba z zespołem może sprawiać wrażenie mniej lub bardziej inteligentnej niż inni w zależności od sytuacji, np. w sytuacji wymagającej wysokich umiejętności społecznych może dla osób postronnych sprawiać wrażenie osoby niedojrzałej lub wręcz opóźnionej umysłowo; natomiast jeśli chodzi o przyswajanie faktów, które akurat znajdują się w sferze jej zainteresowań, np. obsługę komputera, nauki ścisłe lub inną dowolną, często wąską dziedzinę wiedzy, często przewyższają osoby zdrowe, a czasem nawet posiadają wybitne osiągnięcia w danej dziedzinie.
Zespół Aspergera jest stosunkowo „młodą” jednostką nozologiczną. To, jak również niewielki stopień wyrazistości objawów, brak wykwalifikowanych specjalistów i zespołów specjalistów powoduje, że znaczna część dorosłych z zespołem Aspergera nie jest świadoma przyczyny swoich problemów lub otrzymuje inną, nieprawidłową lub znacznie zawężoną diagnozę, gdy nasilenie wtórnych zaburzeń utrudnia funkcjonowanie i decydują się szukać pomocy specjalistycznej.
Chociaż zespół Aspergera jest częściej spotykany niż autyzm dziecięcy, nadal jest rzadko rozpoznawany, a wiedza wielu specjalistów (m.in. w Polsce) o tym zaburzeniu jest znikoma. Problem pogłębia fakt, że kryteria autyzmu i ZA są nieostre i w indywidualnych przypadkach może być bardzo trudno określić, z jakim zaburzeniem mamy do czynienia.
Edukacja rodzin ma kluczowe znaczenie w rozwijaniu strategii mających na celu uświadomienie słabych i mocnych punktów, co pomaga rodzinom w lepszym radzeniu sobie z dzieckiem. Rokowanie może być lepsze przy postawieniu rozpoznania w młodym wieku, co pozwala na podjęcie wczesnych działań. Interwencje w dorosłości są cenne, ale przynoszą mniej korzyści niż w młodości.

### F 81.9 Upośledzenie zdolności niewerbalnego uczenia się (NLD)
Najbardziej powszechnym i potwierdzającym diagnozę objawem wspólnym dla większości osób z zespołem Aspergera są trudności w kontaktach z innymi ludźmi. Ludzie z ZA mają trudności z nawiązaniem kontaktów społecznych, gdyż mają problem z czytaniem szeroko pojętego kodu społecznego, z werbalnym i niewerbalnym porozumiewaniem się z drugim człowiekiem.
Dodatkowo, wielu ludzi z zespołem ma nietypową ekspresję własnych uczuć i emocji w niewerbalny sposób, w porównaniu do tego, jak robi to większość ludzi i jaki jest przyjęty za normę. Tacy ludzie mają emocje równie silne jak wszyscy inni, lecz sytuacje, które generują odpowiedź emocjonalną, są u nich inne. Dlatego osoby z tym zespołem oceniane bywają jako pozbawione emocji lub uczuć wyższych. Występują też problemy z kontaktem wzrokowym – osoba taka może albo go unikać (może być nawet nieświadoma istnienia tej części komunikacji), albo wpatrywać się w twarz rozmówcy lub wykonywać inne nienaturalne ruchy, które rozpraszają drugą osobę podczas rozmowy. Tego rodzaju gesty mogą być nieadekwatne do sytuacji lub wręcz całkowicie wyolbrzymione.
Problemy zazwyczaj pojawiają się w wypadku zwykłej nieoficjalnej rozmowy. Człowiek taki nie umie często w ogóle się odezwać ani „zachować” w sytuacji nieformalnej rozmowy „o niczym”, ma problemy z szybkim zrozumieniem metafor, interpretując je czasami dosłownie. Natomiast względnie nie sprawia mu problemów wysłowienie się przed grupą ludzi (zwłaszcza jeśli nie są całkowicie obcy) i specjalistyczna rozmowa na temat leżący w kręgu ich zainteresowań. Chociaż i tu mogą być wyjątki i zdarzają się ludzie całkowicie nieśmiali, którzy mają trudności w nawet najbardziej podstawowych kontaktach z innymi (zob. też. fobia społeczna).
Jednak w ogólnym rozrachunku osoby z ZA zdają sobie sprawę ze swojej odmienności, są wyjątkowo komunikatywne (jeśli brać pod uwagę zaburzenia mowy, jakie występują w innych diagnozach spektrum autyzmu) i pomimo trudności, które im to sprawia, chcą nawiązywać kontakty. Stoi to w kontraście np. do autyzmu wysokofunkcjonującego, gdzie osoby bardziej dystansują się od świata, żyją z dala od innych i tak naprawdę nie potrafią dostrzec, jak bardzo różnią się od ludzi neurotypowych. Część badaczy zwraca jednak uwagę na brak zasadności stosowania określenia „autyzm wysokofunkcjonujący”, gdyż nie ma związku między oczekiwaniami względem „wysoko-” lub „niskofunkcjonującej” osoby a rzeczywistym funkcjonowaniem w społeczeństwie.
Bardzo typowe dla nich jest unikanie kontaktu wzrokowego, będącego źródłem istotnych informacji potrzebnych człowiekowi do prawidłowego rozwoju emocjonalnego i społecznego. Poszukując źródeł tego nietypowego zachowania naukowcy z Uniwersytetu Stanu Wisconsin w Madison przebadali mózgi dzieci zdrowych i dzieci z autyzmem za pomocą techniki rezonansu magnetycznego. W czasie badania pokazywali małym pacjentom zdjęcia różnych, dobrze znanych i obcych twarzy. Dzieci musiały ocenić, czy twarz wyraża emocje, czy jest obojętna pod względem emocjonalnym i sygnalizowały to za pomocą jednego z dwóch przycisków. Przez cały czas, oprócz pracy mózgu, śledzono też ruch gałek ocznych dzieci, by sprawdzić, którym partiom twarzy się przyglądają i jak dużo czasu im to zajmuje. Poza potwierdzeniem, że dzieci zdrowe znacznie lepiej niż autystyczne rozpoznawały ekspresję twarzy, naukowcom udało się wykryć istotne zmiany w pracy mózgu dzieci z autyzmem. Dotyczyły one struktury nazywanej jądrem migdałowatym, uważanej za centrum przetwarzania w mózgu negatywnych emocji, jak strach czy złość. U pacjentów z autyzmem reagowało ono zbyt silnie nawet na znajome twarze, które nie wyrażały złych emocji. „To tak, jakbyśmy chodząc po świecie postrzegali wszystkie spoglądające na nas twarze, nawet twarz własnej matki, jako zagrożenie” – wyjaśnia prowadząca badania Kim Dalton. Badaczka uważa, że to właśnie ta nadmierna reakcja lękowa mózgu wywołana przez kontakt wzrokowy każe dzieciom z autyzmem uciekać przed wzrokiem innych ludzi. Autorzy pracy liczą, że ich odkrycie pomoże w przyszłości opracować nowe metody terapeutyczne dla pacjentów z autyzmem. Może to być np. rodzaj treningu, który nauczy dzieci pewnej strategii spoglądania na twarze innych – tak, by patrząc w okolice oczu unikali jednocześnie bezpośredniego kontaktu wzrokowego. Kolejny zespół naukowców, kierowany przez Brendona Nacewicza z University of Wisconsin-Madison, odkrył, że odpowiadające za przetwarzanie emocji ciała migdałowate były mniejsze zarówno u autystycznych dzieci, jak i ich braci. Bracia, podobnie jak sami autyści, unikali kontaktu wzrokowego.
Problemy te mogą zostać przezwyciężone, ale nie na drodze normalnego rozwoju, tylko silnego własnego wkładu intelektualnego. Powoduje to opóźnienia w nabywaniu tych funkcji i tym samym upośledzony rozwój społeczny.

### Szczególne zainteresowania

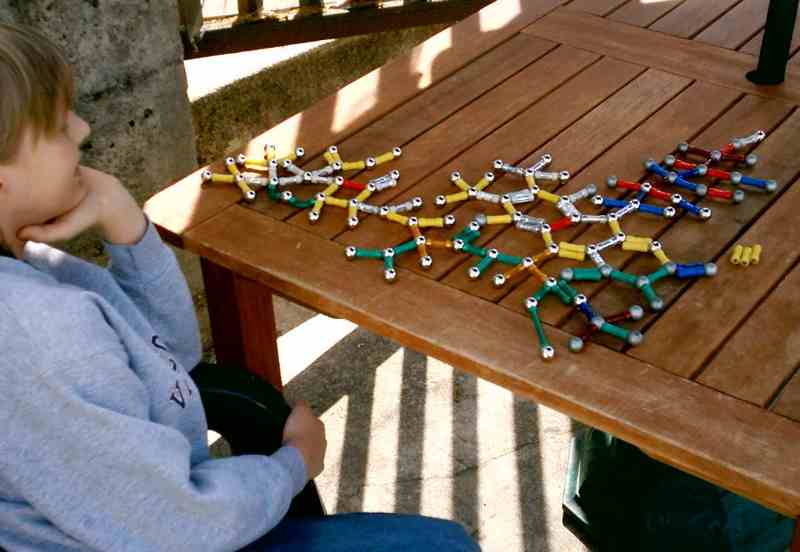
Osoby z zespołem Aspergera często wykazują intensywne zainteresowania, tak jak ten chłopiec zafascynowany strukturą molekularną

Osoby w spektrum autyzmu mają często specyficzne, wąskie oraz bardzo wciągające, a nieraz ekscentryczne i obsesyjne zainteresowania, jednocześnie wykazując brak należytego zainteresowania innymi sprawami z ich otoczenia (zwłaszcza społecznego). Jako dzieci często potrafią zapamiętywać sporą ilość wiadomości z interesującej je dziedziny do tego stopnia, że mogą sprawiać wrażenie „małych profesorów”, jak określił ich dr Hans Asperger, z wiekiem w miarę wzrostu możliwości intelektualnych wiedza ta jest poszerzana nie na podstawie zwykłego zapamiętywania, lecz normalnego rozumienia tematu.
Jednak zainteresowania te opierają się często na kolekcjonowaniu, układaniu rzeczy, zbieraniu wiadomości na określony temat w taki sposób, że stanowią one całość, kolekcję, gdzie istnieje prosty system wyboru i układania tych informacji. Jednak jakiekolwiek luki w wiadomościach często powodują, że taka osoba porzuca daną czynność lub zaczyna odczuwać opór psychiczny przed dalszym jej wykonywaniem, np. dziecko nie chce się dalej bawić klockami lub niszczy budowlę z klocków, której przed chwilą poświęcało całą uwagę, jeśli nie znajdzie odpowiedniego elementu potrzebnego do jej zakończenia. Występuje opór przed improwizowaniem, silna potrzeba dokończenia w ustalony sposób raz rozpoczętej czynności, niezależnie od czasu, jaki ma to zająć oraz nadmierna dbałość o szczegóły. Sam sposób dotarcia do celu jest ważniejszy niż czas potrzebny na jego osiągnięcie oraz sam cel. Poza tym te zainteresowania (lub w przypadku dziecka zabawa) nigdy nie są nakierowane na interakcję z drugą osobą, często są wykonywane w samotności.
Badania pozwalają wytłumaczyć znany paradoks autyzmu. Polega on na tym, że niektóre osoby autystyczne mają w pewnych dziedzinach (np. w matematyce) duże, a nawet wybitne zdolności umysłowe, podczas gdy inne zdolności są u nich znacznie upośledzone. Wyniki tych badań potwierdzają, iż człowiek jest rozwinięciem własnych cech osobowości i zdolności intelektualnych uwarunkowanych rozwojem poszczególnych części mózgu zmieniających się wraz z jego rozwojem. Dlatego zaburzenia i objawy zespołu Aspergera zmieniają się.
W rzadkich przypadkach skłonności te mogą pomagać np. w znalezieniu pracy związanej z tematem, często w dziedzinach technicznych lub informatycznych, lecz równie często skutek może być odwrotny, gdyż obsesyjne zajmowanie się jednym tematem związane jest zazwyczaj z zaniedbaniami w innych, co nie służy rozwojowi intelektualnemu.
Bardzo często zainteresowania takie obracają się obecnie wokół komputerów do tego stopnia, że zespół Aspergera nazywany jest w krajach zachodnich „geek syndrome”, czyli syndromem maniaków komputerowych. Spowodowane jest to tym, że komputery zostały stworzone z myślą o składowaniu i przetwarzaniu informacji, co jest ulubionym zajęciem ludzi z tym zespołem.

### Trudności w akceptowaniu zmian
Ludzie z zespołem Aspergera najlepiej czują się żyjąc w uporządkowanym otoczeniu z ustalonymi schematami. Próba zmiany tego stanu rzeczy wywołuje zwykle silną frustrację i może w skrajnych przypadkach prowadzić nawet do zachowań agresywnych.
Występują też problemy w ocenie stopnia ważności wykonywanych czynności oraz w ocenie czasu potrzebnego na wykonanie danej czynności, zbytnie koncentrowanie się na jednej czynności i niemożność zmiany obiektu koncentracji (nieelastyczność). Ponadto ludzie ci odczuwają silną potrzebę skończenia raz rozpoczętego zadania, próba przerwania czynności objawia się silnym stresem i próbami uzasadniania „na siłę” powodu wykonywania tej czynności. Człowiek pochłonięty taką obsesyjną czynnością systematycznie zaniedbuje inne.

### Mowa i zapamiętywanie słów
Problemy z rozumieniem mowy, sarkazmu, ironii, literalne rozumienie metafor są częstym problemem utrudniającym socjalizację. Ludzie z zespołem Aspergera często odzywają się niestosownie do sytuacji, np. 5-letnie dziecko może, mówiąc o swoich zainteresowaniach, mówić językiem wyjętym jakby wprost z podręcznika akademickiego, nie zważając często na to, czy osoby słuchające są tym zainteresowane.
Problemem jest też dosłowne rozumienie języka – kłopoty z tym związane mają głównie dzieci, ale zdarza się to także u dorosłych.
Problemem może być też nieadekwatne lub zbyt literalne używanie konkretnych słów.
Badania ujawniły wprawdzie, że w trakcie wykonywania zadań językowych, u osób autystycznych i nieautystycznych aktywne były te same obszary mózgu, ale u pacjentów z autyzmem praca tych obszarów była dużo mniej zsynchronizowana, zaś centrum za nią odpowiedzialne (tzw. ośrodek Broca), znacznie mniej aktywne. Nadaktywne było natomiast inne wyspecjalizowane centrum mózgu (ośrodek Wernickego), które odpowiada za przetwarzanie pojedynczych słów. Odkrycie to zainspirowało autorów pracy do stworzenia nowej teorii na temat podłoża autyzmu. Według niej autyzm jest wynikiem szerszego upośledzenia pracy mózgu, które polega na rozluźnieniu współpracy między jego różnymi obszarami. Mózg przystosowuje się do tego poprzez większą specjalizację każdego obszaru z osobna. Wyniki tych badań tłumaczą specyficzne zdolności językowe oraz wyjaśniają mechanizm dysleksji i hiperleksji.
Przykłady zaburzeń mowy u osób z ZA:
- nieprawidłowa intonacja głosu – chrapliwość, tony wysokie lub monotonia
- język metaforyczny
- mowa „barokowa”, przekoloryzowana
- w dzieciństwie równie często co u autystów problemy z zaimkami (choć w mniejszym nasileniu i raczej zdarza się, że dziecko myli jedną parę zaimków, a resztę stosuje prawidłowo)
- trudności w dopasowaniu formy wypowiedzi do kontekstu (dzieci z ZA często nie rozumieją, że do dorosłych zwracamy się nieco inaczej niż do innych dzieci)
- stosowanie tzw. kalek słownych
- trudności w rozumieniu żartów, przenośni, mowa nadmiernie konkretna, niekiedy skrajnie formalna
- trudności w stosowaniu mowy potocznej, idiomatycznej
- przywiązanie do niektórych słów, nadużywanie ich i stereotypie językowe
- zaburzenia prozodii (nagminne)
- agramatyzmy (zdarzają się w dzieciństwie)
- inne niespecyficzne zaburzenia mowy (częste w całej populacji osób z ZA: mowa niedbała – za szybka, połykanie głosek, zaburzenia artykulacji, jąkanie itd.)[potrzebny przypis]

### Nadwrażliwość lub niewrażliwość na bodźce
Objawiają się w postaci zbyt wysokiej lub niskiej wrażliwości oraz nieadekwatnej reakcji na niektóre bodźce zmysłowe jak światło, dźwięk, dotyk, temperatura otoczenia. Może być to niebezpieczne zwłaszcza w przypadku dzieci z ZA, które nie skarżą się na ból ani zimno.
Częstym problemem jest strach przed głośnymi dźwiękami oraz pracą z hałaśliwymi urządzeniami. Problemem może okazać się praca z elektronarzędziami (np. wiertarką), głośnym odkurzaczem lub pralką. Przy używaniu niektórych tego rodzaju urządzeń może występować zagrożenie urazem, gdyż osoba taka nie potrafi się poprawnie skupić na wykonywanej czynności.
Tego typu nadwrażliwość może też dotyczyć innych zmysłów, np. problemem może być bosy spacer po trawie, woda lub pot na skórze po wysiłku oraz inne wrażenia, które wydają się albo wyolbrzymione, albo skrajnie nieprzyjemne.
Możliwe jest też znacznie silniejsze odczuwanie bólu w przypadku zabiegów medycznych (np. borowanie, wkłuwanie igły), które inni ludzie znoszą dużo lepiej.

### F.82Dyspraksja
Oprócz deficytów społecznych ludzie tacy często mają także zaburzenia motoryczne (dyspraksja). Objawia się to zazwyczaj jako niezdarność ruchowa. Dzieci stawiają sztywne, niezręczne kroki, ucierpieć może również zdolność szybkiego pisania oraz umiejętność rysowania.
Objawy te widać np. przy wykonywaniu skomplikowanych ćwiczeń wymagających dobrego poczucia równowagi, zwłaszcza takich, gdzie w grę wchodzą rozmaite przewroty, stanie na rękach, gdzie w pewnym momencie wymagane jest, aby przez pewien czas ciało znajdowało się w położeniu odwrotnym. Powoduje to silną dezorientację i w konsekwencji strach dzieci przed wykonywaniem tych ćwiczeń.
Objawy (o różnym stopniu nasilenia) dotyczą szczególnie czynności, podczas których wymagana jest rozbudowana koordynacja i automatyzm ruchowy jak np. taniec, pływanie, prowadzenie samochodu etc. U osób z zespołem Aspergera wolniej (a w niektórych przypadkach wcale) wykształca się automatyzm ruchowy związany z danymi czynnościami i muszą one świadomie uwzględniać te czynności (np. osoba taka może mieć trudności z prowadzeniem samochodu, ponieważ musi stale pamiętać o zmianie biegów i nie może wykonywać tego automatycznie). Objawy te ulegają pogłębieniu z powodu tego, że typowe metody treningowe bazują na wykształceniu automatyzmu ruchowego, co zawodzi u osób z zespołem Aspergera. Objawy takie można ograniczyć poprzez:
- zmianę sposobu oceny i techniki wykonywania różnych czynności (obrazowo – dana osoba może nauczyć się pływać, ale niekoniecznie musi „ładnie” pływać);
- określone rozwiązania techniczne (np. automatyczna skrzynia biegów) eliminujące konieczność wykonywania skomplikowanych czynności;
- zmianę sposobu treningu – zamiast dążyć bezskutecznie do wykształcenia automatyzmu należy dążyć do nauki efektywnego i jak najmniej absorbującego świadomego wykonywania danej czynności[potrzebny przypis].

Badania wykazują, że objawy te nie są pochodzenia psychicznego, lecz w grę wchodzą tu raczej rzeczywiste zmiany anatomiczne w móżdżku. W konsekwencji objawy te utrzymują się w wieku dorosłym.
Do tego mogą jeszcze dojść trudności w fizycznym naśladowaniu innych ludzi. Dyspraksja może powodować dysleksję.

### Zaburzenia współwystępujące
- F90 ADHD
- F42 zaburzenie obsesyjno-kompulsyjne
- F51 bezsenność
- F95 tiki
- F98.4 stereotypie ruchowe
- wyostrzenie zmysłów: dotyku, powonienia, słuchu
- H53.1 światłowstręt niepowiązany z chorobami oczu[30]
- inne[31]

## Terapia

### Podejścia psychospołeczne, rehabilitacyjne i wspomagające
Terapia zaburzeń ze spektrum autyzmu  ma charakter kompleksowy i interdyscyplinarny. U dzieci oddziaływania opierają się na zasadach terapii behawioralnej (np. stosowanej analizie behawioralnej, SAZ), uwzględniają również ustalenia psychologii rozwojowej, kładą nacisk na dostarczanie interwencji w naturalnych warunkach i rozwój umiejętności związanych z interakcjami społecznymi. Podejścia te, zgrupowane pod nazwą naturalistycznych interwencji rozwojowo-behawioralnych (ang. naturalistic developmental behavioral interventions, NDBI). W wypadku małych dzieci wskazany jest udział rodziców w terapii; u starszych – pośredniczyć mogą rówieśnicy. Starsze, wysoko-funkcjonujące dzieci i młodzież, mogą korzystać z treningów umiejętności społecznych i terapii poznawczo-behawioralnej na problemy związane z lękiem. Jeśli współwystępują inne zaburzenia (np. ADHD, zaburzenia zachowania, zaparcia, depresja, epilepsja, zaburzenia obsesyjno-kompulsyjne, dysmorfofobia czy zespół stresu pourazowego), to należy postępować zgodnie z typowymi wytycznymi leczenia dla nich. W wypadku zachowań trudnych zalecane jest podejście behawioralne (wykorzystujące funkcjonalną analizę zachowania), choć przed przeprowadzeniem interwencji należy ocenić wpływ czynników środowiskowych oraz zaburzeń współwystępujących na zachowanie dziecka. Dorosłym bez znacznych trudności w nauce zaleca się brać udział w (najlepiej) grupowych treningach umiejętności społecznych, zawodowych lub życiowych, a także terapię behawioralną przy zachowaniach trudnych.
Dowody na efektywność wspomnianych interwencji są mieszanej jakości, mimo to podejścia łączące psychologię behawioralną z rozwojową, naturalistyczne metody nauki oraz włączające rodziców (i rówieśników) w proces terapeutyczny są generalnie zalecane. Zwraca się jednak uwagę na potrzebę dalszych badań (szczególnie podłużnych). Nie jest też jasne, czy są bardziej efektywne niż inne interwencje o podobnej intensywności.
Dużym problemem w wypadku terapii autyzmu jest fakt, że promowanych jest wiele interwencji o słabym podłożu teoretycznym, których skuteczność nie jest potwierdzona w wiarygodny sposób. Przykładowo, zarówno teoria opisująca popularną terapię integracji sensorycznej, jak i dowody na efektywność są słabe. W wypadku niektórych interwencji – jak metody Opcji (Son-Rise) czy programu rozwoju relacji (RDI) – prawie nie prowadzi się badań. Wśród popularnych metod, znajdują się nawet zdyskredytowane przez współczesną naukę (np. kinezjologia edukacyjna Dennisona i metoda Domana).
Brakuje również dowodów na skuteczność innych podejść sensorycznych, dotyczy to m.in. treningów integracji słuchowej (np. Tomatisa lub Bérarda), metody kolorowych filtrów H. Irlen, używanych czasem w terapii IS, huśtawek lub koców i ubrań obciążeniowych czy ćwiczeń wykorzystujących stymulację dotykową (np. metoda Felicji Affolter). Podobnie jest z interwencjami, które stymulują czucie głębokie (zawijanie w maty gimnastyczne, ściskarki, „maszyna do przytulania” Grandin). Istnieją słabej jakości dowody na efektywność terapii masażem w wypadku problemów związanych z wrażliwością sensoryczną i innych symptomów ASD.
Nierzadko dzieciom z autyzmem proponuje się arteterapię, ale prawie nie ma badań sprawdzających jej efektywność. Brakuje również dowodów na to, by zajęcia teatralne były skuteczne – choć być może sprawdzą się jako forma treningu umiejętności społecznych u młodzieży z ASD. Możliwe, że muzykoterapia polepsza komunikację (i być może umiejętności społeczne), ale brakuje mocnych dowodów.
Brakuje dowodów na skuteczność interwencji psychoruchowych, jak metoda Millera (czy wspomnianych wcześniej metod Dennisona i Domana). Możliwe jednak, że generalnie aktywność fizyczna przynosi pozytywne skutki. Istnieją dowody (choć najczęściej niewysokiej jakości), że jogging, sztuki walki, jazda konna, pływanie, joga/taniec czy ćwiczenia relaksacyjne mogą pozytywnie wpływać na niektóre osiowe objawy autyzmu (nie jest jasne jaki typ aktywności jest najlepszy). Pomimo wspomnianego braku mocnych dowodów, aktywność fizyczna jest zalecana, ze względu na ogólnie pozytywny wpływ na zdrowie osób z ASD.
Niepewna jest kwestia interwencji wykorzystujących zwierzęta. W praktyce, najczęściej wykorzystuje się konie (w różnych formach terapii), psy (jako opiekunów lub w dogoterapii), świnki morskie oraz delfiny. Istnieją dowody (o mieszanej jakości metodologicznej) na pozytywne skutki terapii – najwięcej z nich dotyczy terapeutycznej jazdy konnej (ale już nie hipoterapii lub psychoterapii z udziałem koni). Nie jest jednak jasne, czy pozytywne efekty (np. bardziej skupiona uwaga czy zwiększona towarzyskość) w wypadku terapeutycznej jazdy konnej, nie wynikają jedynie z atrakcyjności bodźca, jaki mogą stanowić zwierzęta dla dzieci. Zwraca się też uwagę na potencjalne wysokie koszty interwencji i zagrożenia, wynikające z kontaktu ze zwierzętami. Szczególnie delfinoterapia stwarza ryzyko agresji ze strony delfinów i możliwość przenoszenia chorób między zwierzęciem a człowiekiem.
Wiele metod wykorzystuje relację (szczególnie rodzic-dziecko) w terapii, ale nie korzysta z podejścia behawioralnego (w odróżnieniu od opisanych powyżej NDBI). Grupa ta jest zróżnicowana: część z podejść jest ateoretyczna i w praktyce opiera się na spontanicznej interakcji z dzieckiem, inne korzystają z psychologii rozwojowej i mają ściśle określony program. Pomimo popularności wielu z nich, efektywność rzadko bywa badana. Praktycznie nie ma dowodów na skuteczność metody Opcji (Son-Rise) czy nauczania bez kar (ang. gentle teaching). Lepiej przedstawia się sytuacja oceny efektywności niektórych z rozwojowych interwencji społeczno-pragmatycznych (ang. developmental social pragmatic interventions), ale dowody ograniczają się najczęściej do pozytywnego wpływu na jakość interakcji między rodzicami i dziećmi.

### Podejścia biomedyczne i dieta
Wśród niektórych dzieci z ASD odnotowuje się różne problemy o charakterze patofizjologicznym, jak zaburzenia funkcji neuroprzekaźników (monoamin, jak dopamina, noradrenalina i serotonina; aminokwasowych, jak glutaminian i GABA; oraz cholinergicznych, jak acetylocholina), zaburzenia metaboliczne (kwasu foliowego, kobalaminy, tetrahydrobiopteryny, karnityny, redoks i metabolizmu mitochondriów), a także: zaburzenia immunologiczne, żołądkowo-jelitowe, snu czy epilepsję. Związek tych zaburzeń z autyzmem jest niejasny (nie wiadomo nawet, czy są przyczyną niektórych symptomów ASD czy skutkiem zaburzenia). Trwają badania nad terapiami celującymi w opisane problemy i choć niektóre dają obiecujące wyniki, to nadal potrzeba większej ilości dowodów naukowych, by móc rekomendować stosowanie którejś z nich.
Farmakoterapia (leki przeciwpsychotyczne, a dokładniej: rysperydon i arypiprazol) zalecana jest jedynie w przypadku utrzymujących się zachowań trudnych, choć proponowanych i badanych jest wiele innych leków. Czasem, w praktyce klinicznej, podawane są metylofenidat lub atomoksetyna, w celu redukcji symptomów ADHD – jednak jakość badań z wykorzystaniem pacjentów z ASD nie zawsze jest wysoka. Nieliczne badania nad wykorzystaniem leków przeciwpadaczkowych, przy drażliwość i niepokoju, dają mieszane lub negatywne wyniki. Wyniki badań wskazują na brak przydatności leków z grupy SSRI (np. fluoksetyna, fluwoksamina i citalopram) przy terapii osiowych objawów autyzmu. Leki podawane są z nadzieją, że ograniczą powtarzalne zachowania i drażliwość, ale efekty są zróżnicowane.
Brakuje jednoznacznych dowodów na efektywność dożylnej terapii immunoglobulinowej (ang. intravenous immunoglobulin therapy) i metoda nie jest zalecana. Uznawane jest również stosowanie chelatacji w przypadku autyzmu: nie ma badań o wysokiej jakości, które uzasadniałyby stosowanie terapii. Zdarza się, że stosowane są substancje, które nie mają nawet potwierdzonego działania chelatującego. Brakuje też dowodów, które uzasadniałyby stosowanie tlenoterapii hiperbarycznej.
Znacząca część osób z ASD (być może nawet 47%) może mieć problemy gastryczne i jelitowe, ale ich związek z autyzmem jest niejasny. Nie powinny być one traktowane jako osiowy objaw ASD: generalnie nie stwierdza się związku pomiędzy występowaniem problemów żołądkowo-jelitowych a nasileniem autyzmu. W wypadku stwierdzonej nietolerancji glutenu (np. celiakii), stosowanie diety bezglutenowej jest zalecane. Obecnie nie ma jednak uzasadnienia dla stosowania diety w przypadku reszty populacji. Podobnie jest z dietą bezkazeinową. Nie ma dowodów na efektywność diety Feingolda, diety ketogenicznej (dieta wysokotłuszczowa i niskowęglowodanowa) i diety przeciwgrzybiczej (eliminacja pożywienia zawierającego drożdże lub składników pobudzających je do wzrostu) i jakiejkolwiek innej. Badane są również terapie wspomagające pracę układu trawiennego (np. podawanie probiotyków, enzymów trawiennych lub sekretyny), ale badania nie potwierdzają ich pozytywnego wpływu na objawy ASD lub dają niejednoznaczne wyniki.
Nie wiadomo czy suplementacja diety daje większe korzyści niż te, która przyniosłaby osobom bez ASD. Nie jest jasne, czy kwasy omega 3 wpływają na zmniejszenie niektórych symptomów autystycznych (mieszane wyniki badań przemawiające raczej na niekorzyść interwencji). Podobnie jest w wypadku metylokobalaminy (metylowana witamina B12) i L-karnityny (dwa badania o niewysokiej jakości) czy witaminą D3. Nie wygląda na to, by suplementacja witaminą B6 i magnezem wpływała na objawy ASD (mieszane wyniki). Dimetyloglicyna też zdaje się nie być efektywna (słabe dowody). Nie wiadomo, czy stosowanie preparatów multiwitaminowo-mineralnych daje jakieś dodatkowe korzyści osobom autystycznym. Nie wygląda na to, by N-acetylocysteina była przydatna (w badaniach nie potwierdza się jej efektywność, ale dowody są dość słabej jakości).

## Rokowanie
Do 2007 nie pojawiły się badania przedstawiające długoterminowe wyniki u osób z zespołem Aspergera i nie są prowadzone żadne systematyczne długoterminowe badania kontrolne u dzieci z zespołem Aspergera. Osoby z zespołem Aspergera wydają się mieć normalną oczekiwaną długość życia, lecz zwiększoną chorobowość współistniejących zaburzeń psychiatrycznych takich jak depresja oraz zaburzenia lękowe, które mogą znacząco wpłynąć na rokowanie. Chociaż upośledzenie społeczne utrzymuje się przez całe życie, to wyniki są ogólnie bardziej pozytywne niż w przypadku gorzej funkcjonujących zaburzeń ze spektrum autystycznego; przykładowo objawy spektrum autystycznego mają większą tendencję do zmniejszania się z czasem u osób z zespołem Aspergera (AS) lub wysokofunkcjonalnym autyzmem (HFA). Jednakże osoby z AS/HFA posiadają przeciętne zdolności matematyczne i wypadają w testach matematycznych trochę słabiej niż w ogólnej inteligencji. Dzieci z AS mogą wymagać nauczania specjalnego z powodu ich trudności społecznych i w zachowaniu, chociaż mogą uczęszczać do zwykłych klas.

## Mocne strony i wybitne osiągnięcia
Wraz ze wzrostem liczby zdiagnozowanych przypadków zespołu Aspergera, obraz zaburzenia ciągle się zmienia. ZA powiązano z wysokimi osiągnięciami matematyków, fizyków, informatyków oraz inżynierów i stwierdzono, że zespół często współgra z osiągnięciami na najwyższym poziomie w tych dziedzinach.

## Dyskryminacja
Osoby z zespołem Aspergera są często postrzegane w sposób stygmatyzujący, przez co doświadczają dyskryminacji w różnych obszarach życia, m.in. w dostępie do edukacji i na rynku pracy. Ich stereotypowy wizerunek podtrzymywany w mediach jest niezgodny z aktualnym stanem wiedzy na temat autyzmu, a nierzadko wręcz obraźliwy, przez co wzmacnia w takich osobach poczucie odmienności, które wzbudza w nich lęk i prowadzi do izolacji społecznej.